# 1996 في بولندا
فيما يلي قوائم الأحداث التي وقعت خلال عام 1996 في بولندا.

## كتب
من الكتب التي صدرت هذه السنة في بولندا:
- 1 يناير – معمودية النار من تأليف أندريه سابكوسكي.

## مواليد

### يناير
- 13 يناير – كامل ماجشرزاك لاعب كرة مضرب بولندي.

### ديسمبر
- 23 ديسمبر – بارتوش كابوستكا لاعب كرة قدم بولندي.

## وفيات

### فبراير
- 20 فبراير – الفيلسوفي سلومون اش (مواليد 1907) عالم نفس أمريكي.

### مارس
- 13 مارس – كريستوف كيشلوفسكي (مواليد 1941)

### يونيو
- 9 يونيو – بيوتر أبرازفسكي (مواليد 1905) رسام بولندي.

### أغسطس
- 1 أغسطس – تاديوش رايخشتاين (مواليد 1897) كيميائي بولندي.